# 1960–1961-es bajnokcsapatok Európa-kupája
A bajnokcsapatok Európa-kupája 6. szezonja. Az első szezon mely végén nem a Real Madrid hanem a portugál Benfica csapata diadalmaskodott. A döntőt a svájci Wankdorf stadionban (Bern) rendezték 1961. március 31-én.

## Eredmények

### Selejtező
| 1. csapat      | Össz. | 2. csapat      | 1. mérk. | 2. mérk. |
| -------------- | ----- | -------------- | -------- | -------- |
| Hearts         | 1–5   | SL Benfica     | 1–2      | 0–3      |
| Crvena Zvezda  | 1–5   | Újpesti Dózsa  | 1–2      | 0–3      |
| Fredrikstad FK | 4–3   | Ajax           | 4–3      | 0–0      |
| AGF Aarhus     | 3–1   | Legia Warszawa | 3–0      | 0–1      |
| Juventus       | 3–4   | CDNA Szófia    | 2–0      | 1–4      |
| HIFK Helsinki  | 2–5   | IFK Malmö      | 1–2      | 1–3      |
| Rapid Wien     | 4–1   | Beşiktaş JK    | 4–0      | 0–1      |
| Limerick       | 2–9   | BSC Young Boys | 0–5      | 2–4      |
| Stade Reims    | 11–1  | Jeunesse Esch  | 6–1      | 5–0      |
| FC Barcelona   | 5–0   | Lierse SK      | 2–0      | 3–0      |

- A Steaua București és a Glenavon nem állt ki a mérkőzésre így a csehszlovák Spartak Hradec Králové és az NDK-s Wismut Karl Marx Stadt léphetett tovább a következő körbe.

### 1. forduló (Nyolcaddöntő)
| 1. csapat              | Össz. | 2. csapat              | 1. mérk. | 2. mérk. |
| ---------------------- | ----- | ---------------------- | -------- | -------- |
| SL Benfica             | 7–4   | Újpesti Dózsa          | 6–2      | 1–2      |
| AGF Aarhus             | 4–0   | Fredrikstad FK         | 3–0      | 1–0      |
| Rapid Wien             | 3–31  | Wismut Karl Marx Stadt | 3–1      | 0–2      |
| IFK Malmö              | 2–1   | CDNA Szófia            | 1–0      | 1–1      |
| Real Madrid            | 3–4   | FC Barcelona           | 2–2      | 1–2      |
| Spartak Hradec Králové | 1–0   | Panathinaikósz         | 1–0      | 0–0      |
| Burnley                | 4–3   | Stade Reims            | 2–0      | 2–3      |
| BSC Young Boys         | 3–8   | Hamburg                | 0–5      | 3–3      |

1A Rapid Wien egy harmadik mérkőzésen 1–0-ra legyőzte a Wismut Karl Marx Stadt csapatát, így továbbjutott a következő körbe.

### Negyeddöntő
| 1. csapat    | Össz. | 2. csapat              | 1. mérk. | 2. mérk. |
| ------------ | ----- | ---------------------- | -------- | -------- |
| AGF Aarhus   | 2–7   | SL Benfica             | 1–4      | 1–3      |
| Rapid Wien   | 4–0   | IFK Malmö              | 2–0      | 2–0      |
| FC Barcelona | 5–1   | Spartak Hradec Králové | 4–0      | 1–1      |
| Burnley      | 4–5   | Hamburg                | 3–1      | 1–4      |

### Elődöntő
| 1. csapat    | Össz. | 2. csapat  | 1. mérk. | 2. mérk. |
| ------------ | ----- | ---------- | -------- | -------- |
| SL Benfica   | 4–1   | Rapid Wien | 3–0      | 1–1      |
| FC Barcelona | 2–21  | Hamburg    | 1–0      | 1–2      |

1Az FC Barcelona egy harmadik mérkőzésen 1–0-ra legyőzte az Hamburg csapatát, így továbbjutott a következő körbe.

### Döntő
| 1961. május 31. | SL Benfica                                 | 3–2   | FC Barcelona          | Wankdorf stadion (Bern) Nézőszám: 33,000 v.: Dienst (Svájc) |
| 1961. május 31. | Águas 30' Ramallets 32' (öngól) Coluna 55' | (2–1) | Kocsis 20' Czibor 75' | Wankdorf stadion (Bern) Nézőszám: 33,000 v.: Dienst (Svájc) |

| Az 1960–61-es bajnokcsapatok Európa-kupájának győztese |
| SL Benfica 1. cím                                      |
| ← 1959–60 Real Madrid                                  |
| SL Benfica 1961–62 →                                   |